# Chi Đậu
Chi Đậu (danh pháp khoa học: Vigna) là một chi thực vật thuộc họ Đậu. Tên Latin của chi này được đặt theo tên của Domenico Vigna, nhà thực vật học người Ý ở thế kỉ 17.

## Một số loài tiêu biểu
- Vigna aconitifolia
- Vigna angularis — đậu đỏ
- Vigna caracalla
- Vigna debilis Fourc.
- Vigna dinteri Harms
- Vigna lanceolata
  - Vigna lanceolata var. filiformis
  - Vigna lanceolata var. lanceolata
  - Vigna lanceolata var. latifolia
- Vigna luteola
- Vigna marina (Burm.f.) Merr.
- Vigna maritima
- Vigna mungo — đậu đen
- Vigna o-wahuensis Vogel
- Vigna parkeri
- Vigna radiata — đậu xanh
- Vigna speciosa (Kunth) Verdc.
- Vigna subterranea
- Vigna trilobata (L.) Verdc.
- Vigna umbellata
- Vigna unguiculata — Đậu dải

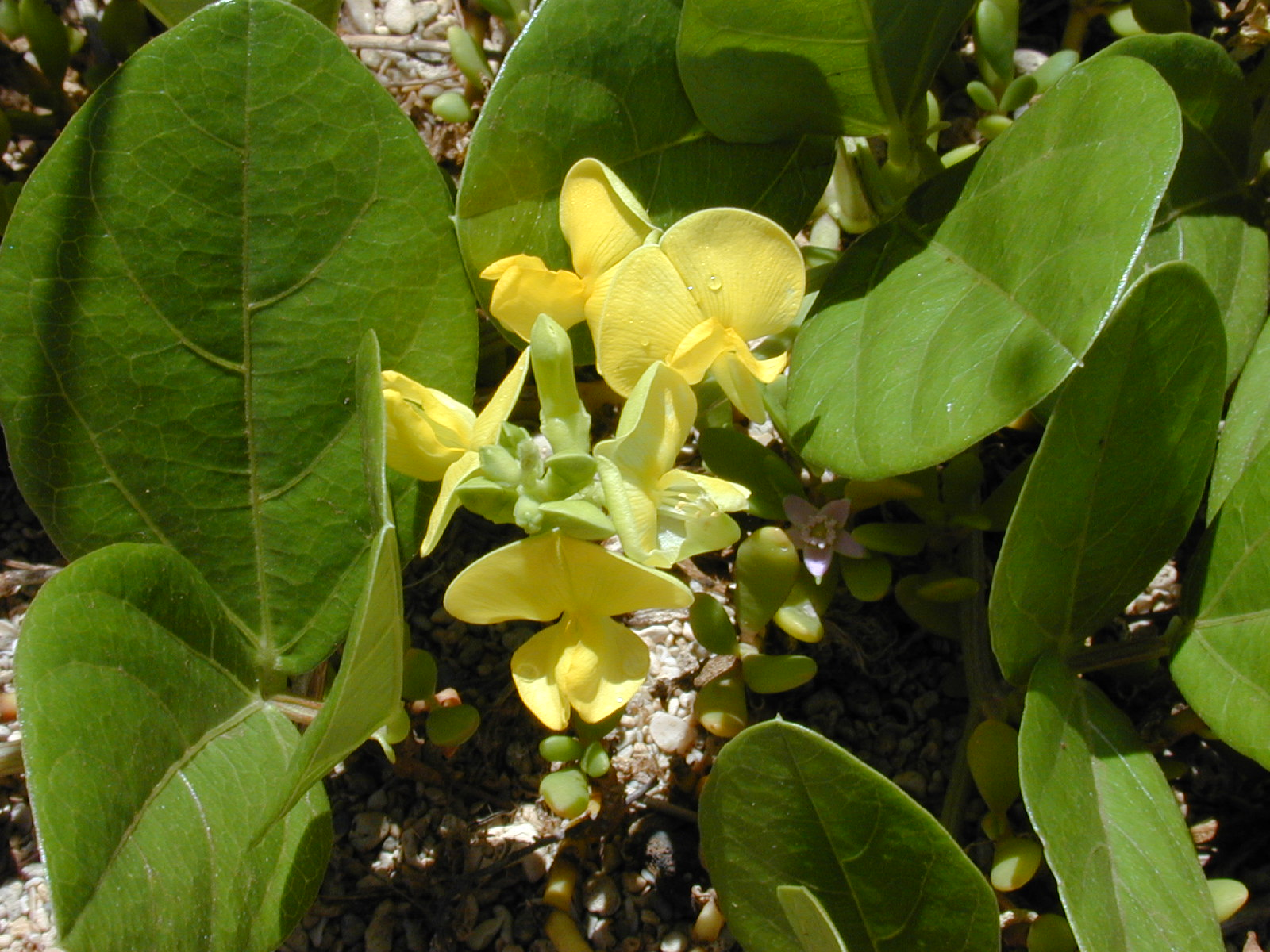
Vigna marina

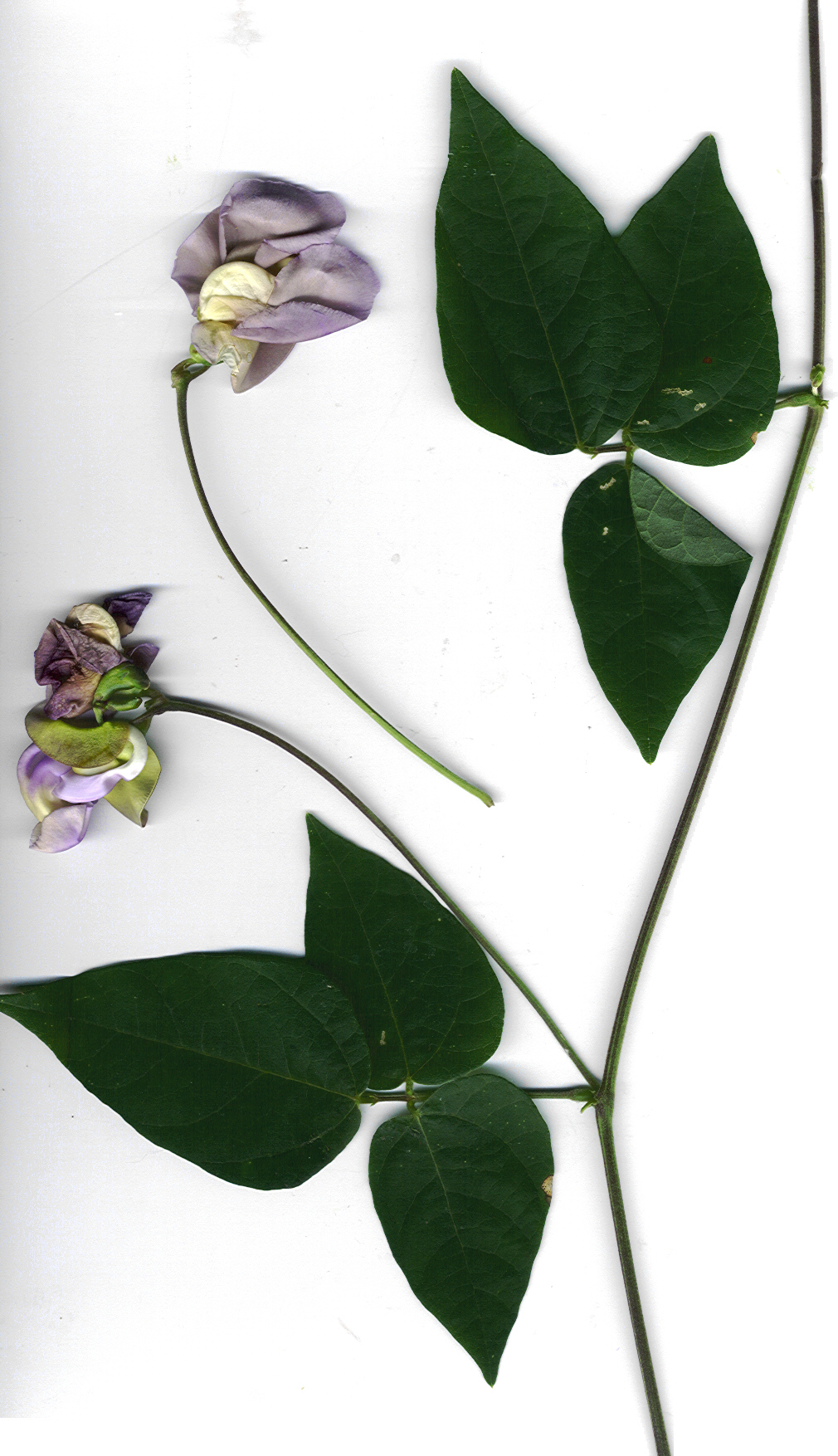
Tiêu bản Vigna speciosa trong tập mẫu cây

  - Vigna unguiculata ssp. cylindrica — Đậu đen
  - Vigna unguiculata ssp. dekindtiana — Đậu dải dại
  - Vigna unguiculata ssp. sesquipedalis — Đậu đũa
  - Vigna unguiculata ssp. unguiculata — Đậu dải trắng rốn nâu
- Vigna vexillata (L.) A.Rich.
  - Vigna vexillata var. angustifolia
  - Vigna vexillata var. youngiana

Một số loài từng được xếp vào chi này như đậu ván (Lablab purpureus): Vigna aristata.